# Karl Bellino
Karl Bellino (* 21. Januar 1791 in Rottenburg am Neckar; † 13. November 1820 in Mosul im Norden des heutigen Irak) war Orientalist, Dolmetscher, Kapitän und Sekretär von Claudius James Rich in der Bagdader Residentschaft der Britischen Ostindien-Kompanie.

## Jugend und Ausbildung
Karl Bellino kam im damaligen Königreich Württemberg als der erstgeborene Sohn des Kaufmanns Franz Joseph Bellino und der Anna, geb. Belk von Günzburg, zur Welt. Mit zehn Jahren kam er nach Stuttgart und besuchte dort für vier Jahre das Gymnasium unter der Leitung des Prof. Wekherlin. Die folgenden zwei Jahre brachte er teils bei seinen Eltern, teils bei einem Freund seines Vaters, dem Fabrikanten Köhler in Spaichingen zu. Er erlernte den Kaufmannsberuf sowie einige europäische Sprachen. Danach kam er zu den Gebr. Jacob & Comp. nach Reims in Frankreich, wo er sich intensiv mit orientalischen Sprachen beschäftigte.
Während seiner öfters mehrere Monate währenden Aufenthalte in Paris benutzte er die Bibliotheken und erwarb viele orientalische Werke. Der Vater, ob dieser Orientbegeisterung skeptisch, fragte Prof. Christian Friedrich von Schnurrer in Tübingen um Rat, der nach einer Unterredung mit Karl Bellino empfahl, dass seine Fortschritte so außerordentlich seien, dass der Vater ihn ausschließlich die orientalischen Sprachen studieren lassen möge. In Wien wurde er von seiner Tante und deren Gemahl, Feldmarschall-Lieutenants von Hohenbruk, unterstützt. Er ging auf die dortige „Orientalische Akademie“ und erzielte während seines vierjährigen Studiums einen so großen Erfolg in der Rechtswissenschaft und den orientalischen Sprachen, dass ihn Joseph von Hammer-Purgstall 1811 an den auf Urlaub in Wien befindlichen Minister-Resident Claudius James Rich aus Bagdad empfahl.

## Bagdad
Im Jahre 1815 trat Karl als Privatsekretär, Dolmetscher und Hauptmann Rich in die Dienste der britischen Regierung und trat über Italien, Griechenland, Konstantinopel und Kleinasien die Reise nach Bagdad an, wo er während seines beinahe fünfjährigen Aufenthalts mit mehreren bedeutenden Gelehrten (Kanzler von Schnurrer in Stuttgart, Joseph von Hammer-Purgstall in Wien und Georg Friedrich Grotefend in Frankfurt) über Altertumsforschung korrespondierte. Er besuchte die bedeutendsten Ruinen von Kleinasien und Persien, insbesondere die von Babylon, wovon mehrere Briefe an seine Eltern und Geschwister zeugen.  Karl Bellino beherrschte neun Sprachen und erwarb sich große Verdienste um die wissenschaftliche Erforschung dieser Region. In einem Brief von 1819 beschreibt Rich „Charles“ Bellino als „einen außerordentlich eifrigen jungen Mann, der ständig in seinem Büro arbeitete und nur selten zu einem Ausritt bewegt werden konnte“. Bellino wurde zu einem Meister des sorgfältigen Kopierens der Keilinschriften. Seine Kopien wurden in Büchern von Rich, Robert Ker Porter und Georg Friedrich Grotefend veröffentlicht. Als man fast 40 Jahre später die Keilschrift entziffern konnte, stellten sich seine Kopien als erstaunlich genau heraus. Robert Ker Porter beschreibt Bellino als „Ein junger Mann von einzigartig liebenswertem Gemüt, den jeder einfach nur gern haben konnte.“
Ein Zylinder aus gebranntem Ton in leicht konkaver Form wurde nach Karl Bellino benannt, der die Inschrift kopiert hatte.

### Schreiben von Rich über den Tod von Karl Bellino
Anfang Februar 1821 teilte Joseph von Hammer-Purgstall die Nachricht vom Tode Karl Bellinos durch Abschrift des von Claudius James Rich an ihn gerichteten englischen Briefes mit:
Mosul, den 13. Nov. 1820
Eine traurige Pflicht trifft uns Beide, für Sie aber doppelt beschwerlich, und gern hätte ich sie Ihnen erspart, wüsste ich irgendeine Art, mit Vorsicht und Sorgfalt diese Nachricht den betrübten Freunden mitzuteilen. Der arme Bellino ist nicht mehr, und ich verlasse mich auf Sie, dass diese traurige Nachricht seinen Freunden auf die möglichst zarte Weise gegeben wird. Ich glaube, es wird jedem, der irgendein Interesse an dem trefflichen jungen Mann nimmt, nicht unwillkommen sein, etwas von den letzten Augenblicken seines Lebens zu hören....Als wir im östlichen Kurdistan waren, gab ich dem guten Bellino Erlaubnis, sich zu entfernen, um die Altertümer von Hamadan zu besuchen, welches lange Zeit seine Lieblings-Idee war. In Kurdistan war er etwas unpässlich gewesen mit einem gewöhnlichen Abweichen, von dem er aber ganz hergestellt wurde. Ganz frisch und gesund ging er nach Hamadan, welches in ganz Persien eines der besten Klimate hat. Er hatte einen italienischen Arzt mit sich, der einige Zeit in Bagdad und Kurdistan gelebt hatte, und diese Gelegenheit von Bellinos Reise benutzte, um Persien zu sehen. Bellino verließ uns in Sina, von wo aus ich auf einem Umweg nach Salimania ging.
Inzwischen aber bekam Bellino in Hamadan ein bösartiges Gallenfieber, welches ihn jeden Gedanken, die Inschriften zu kopieren, aufzugeben und zu uns zurückzukehren zwang. Er erreichte in Salimania einen besseren Zustand, als er gewesen war, aber doch noch nicht ganz vom Fieber frei, und an den Füßen geschwollen. Unter der Obsorge des Mr. Bell, des Arztes der Residenzschaft, der ihn wie seinen eigenen Bruder pflegte, ward er bald hergestellt; das Fieber und alle bösen Symptome verschwanden gänzlich, und in kurzer Zeit fand er sich hinlänglich wohl, die Reise für wenige Tage weiter fortzusetzen, bis wir hier anlangten, wo die Luft, besonders in dieser Jahreszeit, für Rekonvaleszenten unvergleichlich gut ist. Er machte die Reise zum Teil in der Sänfte meiner Frau, teils auch in einer gedeckten Sänfte; und er war unterwegs augenscheinlich besser, so dass Niemand den mindesten Zweifel an seiner Genesung hegte.
In der Tat, ich bedauere, dass unsere Reise nicht länger dauerte, denn eine seinen Kräften angemessene Bewegung war ihm immer sehr heilsam. Kurze Zeit, nachdem wir hier ankamen, fing er an den Mut zu verlieren, eine leichte Diarrhö schwächte ihn beträchtlich, und Schlaffheit und Gleichgültigkeit bemächtigten seines Geistes immer mehr und mehr und machten es uns unmöglich, ungeachtet aller unserer Bemühungen, ihn zu überreden, nur im mindesten Kraft aufzuwenden. Meine Frau war unermüdet in der Sorge um ihn. Am Abend beredete sie ihn, ein wenig mit ihr spazieren zu reiten, welches ihn zu erheitern schien. Vorgestern ritt er wieder auf eine halbe Stunde aus, und es schien ihm gut anzuschlagen. Niemand hatte die mindeste Ahnung, dass irgendeine Gefahr bei ihm zu fürchten wäre, er beklagte sich auch nicht; die leichte Diarrhö hörte ganz auf. Er kam stets zu Tisch und zeigte einen Appetit, der stete Erinnerung erheischte; dennoch nahmen seine Kräfte immer ab; er wurde mehr und mehr schlaff und traurig. Gestern Morgen begehrte er sein Frühstück ins Bett, ich fand ihn sehr schwach, aber doch besser als die Nacht zuvor. Dies war auch Mr. Bells Meinung, der ihn weder bei Tag noch bei Nacht einen Augenblick verließ; er nahm sein Frühstück mit Appetit ein und begehrte, man möchte ihm gegen Mittag etwas Milch-Kaffee und gegen Abend etwas Reis geben. A r m e r B e l l i n o! Er sah den Sonnenuntergang nicht mehr. Gleich nach dem Frühstück wurde er auffallend übler, war ganz erschöpft, und konnte kaum sprechen, die Diarrhö überfiel ihn heftiger als vorher. Ich kam zu ihm und verließ ihn auch nicht mehr. Ich fand es notwendig, nach einem Geistlichen zu schicken, denn es war beinahe nicht zu bezweifeln, dass seine Genesung nie mehr stattfinden werde. Als der Geistliche kam, war er sehr damit zufrieden, und äußerte, dass er stets einem – in Italien erzogenen katholischen Geistlichen gebeichtet und bei ihm kommuniziert habe. Er verlor darauf immer mehr und mehr die Besinnung, und entschlief ruhig gegen 4 Uhr nachmittags.
Meine Frau ist, wie Sie sich leicht vorstellen können, untröstlich; ja wirklich, wir sind es alle, er war ein vortrefflicher, gutherziger junger Mann, und sein rasches Wesen machte ihn uns nur noch angenehmer, und nur mit wahrem Schmerz erinnern wir uns seiner. Der katholische Bischof des Kirchsprengels wachte die Nacht hindurch bei seinem Leichnam. Diesen Morgen erwies ich meinem geschätzten Freunde die letzte Ehre. Ich begleitete ihn auf den katholischen Gottesacker mit der ganzen Residenzschaft; der Bischof mit dem ganzen Klerus erwiesen ihm den letzten Dienst. Ich habe Anstalt getroffen, dass die erforderliche Anzahl Messen mit der gehörigen Feierlichkeit in der katholischen Kirche gelesen werden, und ließ ihm ein Monument auf sein Grab setzen. Ich habe nun die traurige Erzählung beendet; ich kann nicht weiter fortfahren, ich bin zu betrübt. Der arme Bellino ist nicht einer von denen, die man so leicht vergessen kann. Leben Sie wohl.
Ihr aufrichtiger
Claudius James Rich.